# C8 (chaîne de télévision)
Pour les articles homonymes, voir C8.
C8, abréviation de Canal 8, est une chaîne de télévision généraliste nationale privée française ayant émis du 31 mars 2005 au 1er mars 2025, propriété du groupe Canal+. Diffusée principalement en France sur la télévision numérique terrestre, initialement nommée Direct 8, propriété de Vincent Bolloré, la chaîne devient D8 lorsqu'elle est vendue au groupe Canal+ le 8 septembre 2011 par le groupe Bolloré. À partir du 5 septembre 2016, la chaîne adopte le nom de C8 et son actionnaire majoritaire est le groupe à travers le groupe Canal+, lui-même contrôlé par le groupe Vivendi, dirigé par Vincent Bolloré.
Subissant un déficit chronique depuis sa création le 31 mars 2005, la chaîne C8 accuse des pertes totales cumulées en 2024 dépassant 736 millions d'euros. Le 24 juillet 2024, son autorisation d'émettre sur la TNT n'est pas renouvelée par l'Autorité de régulation de la communication audiovisuelle et numérique (Arcom). Un recours est déposé par le groupe Canal+ auprès du Conseil d'État mais il est rejeté le 19 février 2025. Le 5 décembre 2024, à la suite de la décision du retrait de C8 de la TNT, le groupe Canal+ annonce un plan social portant sur la suppression de 250 emplois ; la SAS C8 n'a toutefois déclaré que moins de 100 salariés en 2023.
Le 1er mars 2025 à minuit, conformément au non renouvellement de son autorisation d'émettre, la chaîne cesse sa télédiffusion sur la TNT. Dès lors, C8 choisit de ne pas poursuivre sa télédiffusion sur ses autres réseaux IPTV et satellite.

## Histoire
Le projet Direct 8 est annoncé le 24 juillet 2001, date à laquelle le CSA lance un appel d'offres pour accueillir de nouvelles chaînes sur la future Télévision numérique terrestre, un nouveau mode de diffusion augmentant le nombre de chaînes disponibles. Vincent Bolloré présente le projet Direct 8 devant le CSA, qui le sélectionne et lui accorde une concession de télédiffusion, le 23 octobre 2002. Le 13 décembre 2002, l'entreprise est déposée sous la forme d'une Société par actions simplifiée ; en 2023, elle déclare moins de 100 salariés et accuse un déficit s'élevant à 48,4 millions d'euros.

### Direct 8 (2005–2012)
La chaîne est lancée officiellement avec l'arrivée de la Télévision numérique terrestre (TNT) dans les foyers français le 31 mars 2005 à 19 h par Vincent Bolloré et Philippe Labro, destinée à tous les téléspectateurs, installée dans les nouveaux plateaux de la tour Bolloré à Puteaux. Dès ce lancement, la journaliste Valérie Trierweiler présente l'émission hebdomadaire en direct Le Grand 8, première émission politique de Direct 8, initialement en compagnie de Dominique Souchier puis seule, traitant de sujets politiques, notamment sous la forme d'entretiens. En septembre 2007, elle coanime avec Mikaël Guedj, l'émission politique hebdomadaire de Direct 8, intitulée Politiquement parlant[réf. nécessaire].
Direct 8 diffuse seize heures de programmes quotidiens en direct. Les émissions sont présentés depuis la tour Bolloré située à Puteaux en région parisienne, à l'exception des retransmissions théâtrales tournées au cinéma Mac Mahon (Théâtre en direct). En septembre 2005, plusieurs programmes hebdomadaires thématiques traitent de mode (Fashion8), de musique (Opus8), de cuisine (À vos fourchettes) et de religion (Dieu Merci !). Certains critiques télévisuels critiquent le manque de professionnalisme de la chaîne, trahissant un aspect artisanal et peu professionnel. Plusieurs émissions sont réalisées sur un même plateau, réaménagé selon les besoins de chaque programme. En 2005, la chaîne va jusqu'à proposer à ses téléspectateurs, des « interludes » de plusieurs minutes, une pause permettant de remplacer les équipes, durant lesquels on peut voir la régie finale, les bureaux ou les couloirs de la chaîne et musicalement illustrée par la version instrumentale de la chanson Moonlight Shadow. Dans le même souci de réduction des coûts, la chaîne embauche de nombreux stagiaires, leur confiant jusqu'à l'animation, le montage vidéo voire la réalisation d'émissions. Cette formule est critiquée par de nombreux professionnels du secteur. Dans un article de la revue Médias, un ancien stagiaire relate comment on lui a donné la responsabilité de créer des concepts d'émissions, de jouer le figurant sur certains programmes voire de remplacer un invité décommandé, en s'inventant une compétence ou une spécialisation imaginaire pour intervenir à l'antenne. Direct 8 reçoit deux années de suite, l'ironique Gérard de la télévision de la pire chaîne du paysage audiovisuel français (PAF) en 2006 et 2007, catégorie disparue depuis lors.
Dans son édition du 26 mars 2008, Le Canard enchaîné dévoile les pertes de la chaîne Direct 8 pour 2007, soit trente millions d'euros, sur un budget de quarante millions. Conscient que la diffusion de programmes en direct est très coûteuse et ne permet pas de créer un socle d'audience viable, Vincent Bolloré remplace Philippe Labro par son fils Yannick Bolloré. Ce dernier prend la direction des programmes en septembre 2006, afin d'opérer un virage éditorial vers un style plus commercial. De grands espaces publicitaires font dès lors leur apparition à l'antenne et de nouvelles émissions sont créées ainsi que des rendez-vous de fiction et sportifs . Le format 16/9 est adopté à la rentrée 2008. Cette programmation davantage orientée vers un large public permet à la chaîne d'obtenir 2,5 % d'audience en novembre 2009, plaçant Direct 8 au 9e rang national et au 4e rang des nouvelles chaînes de la TNT, après les chaînes historiques nationales. Elle adopte la HD à partir d'avril 2010, sur les réseaux ADSL.
En juin 2011, Guy Lagache remplace François Barré à la direction des programmes. En juillet 2011, Direct 8 obtient un record d'audience pour les chaînes complémentaires de la TNT avec en moyenne 2,3 millions de téléspectateurs, lors de la diffusion de la demi-finale de la Coupe du monde de football féminin 2011 opposant l'équipe de France de football féminin à celle des États-Unis. En octobre 2011, elle se classe 1re chaîne des chaînes complémentaires de la TNT avec 1 376 000 téléspectateurs devant le film Catwoman à 20 h 40 et jusqu'à 1 888 000 téléspectateurs à 21 h 54.

### D8 (2012–2016)
Le 5 septembre 2011, le groupe Canal+ annonce son intention d'acquérir 60 % de Bolloré Média avec une option de montée à 100 %, sous trois ans, permettant à l'actionnaire de devenir propriétaire à nouveau de Direct 8 et en complément, de la chaîne Direct Star. L'objectif du groupe de télévision payante consiste à s'implanter dans la télévision gratuite et d'appliquer à Direct 8, la formule conçue pour son projet de chaîne gratuite Canal 20, mort-né à la suite de l'interdiction des chaînes bonus. En échange des deux chaînes, Bolloré acquiert 1,7 % de la maison mère de Canal+, le groupe Vivendi avant de progressivement monter au capital de l'entreprise, jusqu'à en devenir le principal actionnaire. La transaction est officiellement signée entre les deux groupes en décembre 2011 mais l'opération doit recevoir l'aggrément de l'Autorité de la concurrence pour pouvoir être finalisée. En janvier 2012, le groupe Canal+ nomme Ara Aprikian à la tête de son nouveau pôle chaînes gratuites et présente en mars 2012 au Conseil de la concurrence ses propositions en termes de droits cinématographiques, sportifs et publicitaires pour être conforme aux clauses restrictives du rachat.
En juin 2012, plusieurs médias français annoncent le transfert de Cyril Hanouna et son émission Touche pas à mon poste ! depuis la chaîne publique France 4 vers la chaîne commerciale Direct 8, à la rentrée 2012 avec ses chroniqueurs, excepté Éric Dussart et Justine Fraioli. Parmi les nouveaux arrivants, on annonce Laurence Ferrari, Audrey Pulvar, Roselyne Bachelot et Élisabeth Bost devant animer un talk-show diffusé en fin d'après-midi. La journalise Daphné Roulier doit présenter le journal télévisé de 20 h, Élé Asu se chargeant des journaux de la mi-journée et Adrienne de Malleray, devant assurer les éditions du week-end. Le 23 juillet 2012, l'Autorité de la concurrence donne son autorisation pour le rachat de Direct 8 et de Direct Star mais sous certaines conditions, au groupe Canal+,. Le groupe Canal+ est soumis pour cinq ans aux règles définies par l’organisme de régulation : limitation à un seul contrat d'exclusivité avec une Major américaine du cinéma dans le cadre d'un accord combinant télévision gratuite et télévision payante, limitation à vingt films français par an pour les achats combinés entre télévision gratuite et télévision payante, obligation de négociation pour les plages d'émissions en clair et les progammes payants, par des équipes spécifiques, autonomes et séparées sans aucune offre de couplage, subordination, avantages ou de contreparties, limitation à 6 mois des droits cédés entre la filiale cinéma de Canal+ Studiocanal sans conditions préférentielles par rapport aux autres chaînes gratuites et cession des droits sportifs de diffusion en clair attachés à des événements sportifs d’importance majeure, via une mise en concurrence par un mandataire indépendant. Le Conseil supérieur de l'audiovisuel (CSA) valide l'opération, le 18 septembre 2012,. Le rachat effectif des deux anciennes chaînes, Direct 8 et Direct Star, est finalisé le 27 septembre 2012. À cette date, les chaînes sont sous le plein contrôle du groupe Canal+.
Le groupe Canal+ décide de changer le nom de la chaîne Direct 8 en D8. Le lancement de la nouvelle formule de D8 est réalisé le 7 octobre 2012 à 20 h 35, réunissant 712 000 téléspectateurs (2,6 %). Le rachat par Canal+ entraîne une modification des programmes durant l'année 2012, avec l'exploitation du catalogue cinéma, fiction française, magazines culturels et quelques événements sportifs appartenant au groupe Canal+. Pour se conformer à ses objectifs, le groupe Canal+ augmenté considérablement ses investissements dans la grille de programmes, allant de 38 millions en 2011 jusqu'à 120 millions d'euros en 2015.
Le 23 décembre 2013, à la suite de la plainte déposée par les Groupe TF1 et Groupe M6, le Conseil d'État annule l'autorisation de rachat de D8 et de Direct Star par le groupe Canal+ ,. Cette décision accuse un vice de forme et met en évidence un rachat « partiellement illégal » mais n'annule toutefois pas la transaction. Canal+ bénéficie dès lors d'un délai de six mois pour rectifier ces erreurs et représenter son dossier révisé devant le CSA.

### C8 (2016–2024)
En avril 2016, , le groupe Canal+ sollicite le Conseil supérieur de l'audiovisuel (CSA) pour un changement d'identification de la chaîne,. Le 27 juin 2016, le président du conseil de surveillance du groupe Canal+, Vincent Bolloré, annonce que la chaîne va être une nouvelle fois renommée à la rentrée 2016, passant de « D8 » à « C8 ». La direction du Groupe Canal+ prévoit une changement d'intitulé mis à l'antenne, le 5 septembre 2016. Cette nouvelle identification s'accompagne de l'arrivée de Cauet, Benjamin Castaldi, Guillaume Pley ainsi que le transfert de Daphné Bürki et de Thierry Ardisson.
Le 25 mai 2017, la régie publicitaire de C8 suspend la diffusion de messages publicitaires au cours de l'émission Touche pas à mon poste !, pour préserver les marques, à la suite de la polémique suscitée autour d'un canular homophobe de Cyril Hanouna. Le manque à gagner pour la chaîne représente 130 000 euros par émission selon Les Jours, soit un total atteignant les 2 000 000 euros, selon Le Parisien. En complément, en juillet 2017, le CSA inflige une amende de 3 millions d'euros à C8 pour ces faits,. À partir du 21 août 2017, le rendez-vous C8 Cartoon, case de programmes jeunesse, arrive à l'antenne. Il comprend des dessins animés du groupe Canal+, tels que Kaeloo, Ariol et Petit Poilu. Ce programme est diffusé chaque matin, jusqu'en décembre 2017. C8 inaugure sa télédiffusion en Belgique le 2 janvier 2020, sur le réseau Proximus Pickx puis le 9 janvier 2020 sur Voo. Le 7 avril 2020, C8 diffuse en clair le premier épisode de The Mandalorian, à l'occasion du lancement français de Disney+,,.
Le 19 février 2021, alors que l'arrivée prochaine à l'antenne d'Isabelle Balkany comme chroniqueuse est envisagée, Vincent Bolloré, propriétaire de Vivendi, souhaite transformer C8 en chaîne familiale. Le directeur général Franck Appietto confirme le repositionnement de la chaîne et annonce sa mise en œuvre progressive, avec l'arrivée de nouveaux programmes. La chaîne C8 modifie sa ligne éditoriale et prépare de nouveaux programmes annoncés comme « solidaires et utiles » puis l'arrivée de Patrick Sébastien ainsi qu'une refonte progressive de son habillage antenne, jusqu'à l'été 2021.
C8 est déficitaire à hauteur de plusieurs millions d'euros, depuis sa création, et ses pertes annuelles représentent 23 millions d'euros en 2023 puis accuse jusqu'à 48,5 millions d’euros de pertes cumulées, en juillet 2024.

### Non renouvellement d'autorisation TNT (2024–2025)
Comme la chaîne privée nationale NRJ 12, en 2024, la chaîne C8 est candidate au renouvellement de son autorisation d'émettre sur le canal national numéro 8 de la TNT, arrivant à échéance le 28 février 2025,. La chaîne est auditionnée le 9 juillet 2024 par l'Autorité de régulation de la communication audiovisuelle et numérique (Arcom). Le 24 juillet, l'Arcom annonce ne pas renouveler l'autorisation d'émettre de C8 et de NRJ12 sur la TNT. À la suite de cette décision, C8 reçoit notamment des soutiens de la part de la droite et l'extrême droite française et annonce un recours devant le Conseil d'État. Sa première demande en référé, contestant la liste des candidats présélectionnés pour l’attribution des canaux TNT est rejetée en septembre 2024, et sa première demande au fond déposée le 22 novembre 2024 est déclarée irrecevable, car prématurée,. Le groupe annonce le 8 décembre 2024, la suppression de 150 postes, déclarant que cette décision de plan social fait suite à non renouvellement. Le 16 décembre 2024, l'Arcom rend sa décision de ne pas renouveler l'autorisation, laquelle est à nouveau contestée au fond, en référé par la chaîne. Le 30 décembre 2024, le Conseil d'État rejette la deuxième demande en référé, jugeant que la condition d'urgence n'est pas remplie et précisant que le recours au fond va être examiné quelques semaines plus tard, avant la mise en œuvre de la décision contestée prévue d'ici fin février 2025,. Le 19 février 2025, le dernier recours de C8 est rejeté par le Conseil d'État, et la chaîne est contrainte cesser d'émettre sur la TNT, le 28 février.
Parmi les éléments ayant entraîné la décision de l'autorité des médias rendus public en février 2025, l'Arcom met en évidence la carence de C8 concernant ses obligations de proposer une programmation majoritairement composée d'émissions de divertissement et de magazines; le manque de diversité de sa grille et ses productions dont « L'émission de lectures nocturnes constitue plus d'un quart de l'offre de magazines ». Par ailleurs, l'offre de fiction évaluée à 1 700 heures par an n'est pas originale et exploite quasi systématiquement la rediffusion de séries précédemment proposées par d'autres chaînes. Enfin, l'Arcom observe que malgré de nombreux rappels à l'ordre et plusieurs sanctions, la direction de la chaîne n'a jamais pris les mesures nécessaires pour faire cesser les infractions à la loi ainsi que le non respect de sa convention. En outre, C8 n'a pas respecté sa proposition d'abandonner le direct pour l'émission Touche pas à mon poste !, présenté par Cyril Hanouna, sans apporter d'engagement écrit définissant les modalités, alors que ce dernier cumule un record de 7,6 millions d'euros d'amende pour ses dérapages,.
Lors de l'audition de C8 pour le renouvellement de son autorisation d'émettre sur la TNT nationale, l'Arcom rappelle aux dirigeants de la chaîne la somme des amendes cumulée, avec un total de 7 610 001 euros concernant les 8 années précédentes, des infractions et sanctions sans précédent en France. La plupart des sanctions sont dues à l'émission Touche pas à mon poste. L'organisation de la chaîne n'a jamais évolué pour que les comportements fautifs cessent, malgré les avertissements de l'Arcom concernant entre autres, leurs obligations sur le pluralisme de l’information, la maîtrise de l’antenne, la publicité et la diffusion. Le journal L'Informé dévoile en juillet 2024 que la chaîne n'a jamais généré de bénéfices et que le montant de ses pertes depuis 2005 s’élève à 736 millions d'euros,,.
La survie de la chaîne est envisagée en exploitant d'autres réseaux de distribution comme le câble, le satellite, les box TV des opérateurs ou par Internet, malgré son arrêt de télédiffusion sur la Télévision numérique terrestre, mais elle est finalement écartée, cette stratégie étant considérée comme peu profitable pour la chaîne par les experts du secteur audiovisuel. Avec NRJ 12, C8 est la troisième chaîne de télévision nationale française privée à voir son autorisation d'émettre sur un canal national de télédiffusion terrestre à être retirée, après la chaîne musicale TV6 en 1987 puis La Cinq en 1992, à la suite de sa faillite.
Lors de sa toute dernière soirée d'antenne, la chaîne modifie sans préavis sa programmation, en diffusant un film anti-avortement intitulé Unplanned. Après une dernière rétrospective des moments clés de la chaîne ainsi qu’une compilation de messages d’adieu des présentateurs de ses principales émissions, la chaîne interrompt ses émissions le vendredi 28 février 2025. Dès minuit, le message « Un nouveau programme vous sera proposé sur ce canal à compter du 6 juin 2025. » est diffusé par les opérateurs de télédiffusion, à la demande de l'Arcom, sur les canaux numéros 8 et 12 de la TNT. Sur les réseaux hors-TNT, le message « La chaîne C8 a cessé d'émettre » apparît provisoirement sur le même canal. Le 1er mars 2025, la chaîne arrête également sa télédiffusion par satellite.

## Condamnations et sanctions

### Condamnations judiciaires
La chaîne est condamnée à plusieurs reprises :
- pour avoir diffusé des photographies dénudées de Karine Ferri dans l'émission Touche pas à mon poste ! (amende de 12 000 euros en avril 2019, par le Tribunal de grande instance de Nanterre[78] et de 10 000 euros en février 2020, par le Conseil supérieur de l'audiovisuel[79]) ;
- pour « rupture brutale des relations commerciales », après avoir stoppé la diffusion de l'émission Salut les Terriens (plus de 5 millions d'euros à verser à la société de production et au prestataire assurant le tournage, par la Cour d'appel de Paris en septembre 2021[80]) ;
- pour des faits de non-reconduction de contrat, après qu'une journaliste a été évincée de Langue de bois s'abstenir, dont le rédacteur en chef l'avait harcelée sexuellement, harcèlement dont elle s'était plainte à sa hiérarchie (amende de 4 000 euros par la Cour d'appel de Versailles en septembre 2021[81]).

### Sanctions de l'autorité de régulation
La chaîne C8 a fait l'objet de multiples sanctions du conseil supérieur de l'audiovisuel (CSA), puis de l'autorité de régulation de la communication audiovisuelle et numérique qui lui a succédé. Elles ont particulièrement concerné l'émission phare de la chaîne, Touche pas à mon poste ! (TPMP).
On peut notamment citer :
- mise en demeure en novembre 2016 pour défaut de maîtrise de l'antenne et présentation d'une image dégradante des femmes après l'agression sexuelle d'une invitée par le chroniqueur Jean-Michel Maire dans TPMP[84] ;
- suspension de la publicité pendant trois semaines à la suite d'une séquence où Cyril Hanouna avait fait toucher son entrejambe à sa chroniqueuse Capucine Anav qui avait les yeux bandés dans TPMP[85],[86]. Amende de 3 millions d'euros en avril 2019 après la diffusion d'un canular homophobe dans TPMP[87]. La Cour européenne des droits de l'homme déboute en février 2023 la chaîne qui contestait les sanctions prises par le Conseil supérieur de l’audiovisuel concernant ces deux dernières séquences[88] ;
- mise en garde en octobre 2022 pour non-respect des règles visant à protéger les mineurs des scènes susceptibles de les heurter, après la diffusion du film anti-avortement Unplanned[89] ;
- mise en demeure en février 2022 pour « publicité clandestine » dans TPMP[90] ;
- mise en garde en septembre 2022 pour non-respect des règles visant à protéger les mineurs des scènes susceptibles de les heurter, à la suite de la diffusion de la vidéo d'une agression dans TPMP[91] ;
- mise en demeure en novembre 2022 à la suite des propos de Cyril Hanouna dans TPMP sur l'affaire Lola, pour non-respect des obligations « de respecter l’expression des différents points de vue à l’antenne sur un sujet prêtant à controverse » et « de traiter avec mesure une affaire judiciaire en cours »[92] ;
- infliction d'une amende record de 3,5 millions d'euros en février 2023 à la suite des propos insultants de Cyril Hanouna dans TPMP à l'égard du député Louis Boyard[93],[94], amende maintenue par le Conseil d'État[95] ;
- infliction d'une amende de 300 000 euros en mai 2023 pour l'émission TPMP, Cyril Hanouna ayant invité Anne Hidalgo à « fermer sa gueule » et « chasser les rats de sa capitale au lieu de dire des conneries », à la suite de la décision de celle-ci de ne pas installer d'écrans géants pour diffuser les matchs de la Coupe du monde de football 2022[96] ;
- le 14 juin 2024, l'Arcom inflige une amende de 50 000 euros à C8 pour avoir présenté à tort des personnes en situation de handicap comme des toxicomanes accros à la « drogue du zombie » le 12 septembre 2023[97],[98].

## Identité visuelle

### C8
L'habillage de C8 a été pour sa part réalisé par l'agence Dream On, le logotype par l'agence BETC et l’habillage sonore est signé Norbert Gilbert.

Logo de Direct 8 du 31 mars 2005 au 16 décembre 2006.
Logo de Direct 8 du 16 décembre 2006 au 1er juillet 2007.
Logo de Direct 8 du 1er juillet 2007 au 1er septembre 2008.
Logo de Direct 8 du 1er septembre 2008 au 31 août 2009.
Logo de Direct 8 du 31 août 2009 au 7 octobre 2012.
Logo de Direct 8 HD du 1er avril 2010 au 7 octobre 2012.
Logo de D8 du 7 octobre 2012 au 5 septembre 2016.
Logo de C8 du 5 septembre 2016 au 1er mars 2025.
Extra logo de C8 du 5 septembre 2016 au 1er mars 2025.

### Slogans
- Du 31 mars 2005 au 31 août 2009 : « La nouvelle grande chaîne généraliste »
- Du 31 août 2009 au 7 octobre 2012 : « Et c'est sur Direct 8 »
- Du 7 octobre 2012 au 1er mars 2025 : « La nouvelle grande chaîne ».

### Voix off
- Jean-Pierre Michaël (2012–2017)
- Jean-Michel Meschin (2017–2025)
- Guillaume Orsat (2020–2025)
- Chloé Sitbon (2021–2025)
- Julien Bocher (2022–2025)

## Organisation

### Dirigeants
Président-directeur général du groupe Canal+
- Maxime Saada (2018-2025)

Directeur général des Antennes et des Programmes du groupe Canal+ et directeur de Canal+
- Gérald-Brice Viret (2015-2025)

Directeur général de la chaîne C8
- Franck Appietto (2016-2025)

Directeur des programmes et de l’antenne de la chaîne C8
- Philippe Labro (2005-2006)
- Yannick Bolloré (2006-2009)
- François Barré (2009-2011)
- Guy Lagache (2011-2012)
- Vincent Pujol (2017-2025)

Directeur des flux de la chaîne C8
- Damien Hammouchi (2016-2019)
- Alexandre Israël (2019-2025)

### Capital
Aux débuts de la chaîne, Direct 8, qui fait alors partie du groupe Bolloré Média (avec Direct Matin Plus et Direct Soir), est une société à part entière, au capital de deux cents millions d'euros, filiale à 100 % du groupe Bolloré.
Le 8 septembre 2011, Bolloré annonce qu'il va céder 60 % du capital de ces deux chaînes (Direct 8 et Direct Star) au Groupe Canal+ pour 465 millions d'euros. Depuis 2005, le groupe Bolloré a investi une centaine de millions d'euros dans Direct 8 et soixante-quinze millions d'euros pour le rachat de Direct Star. Ce qui fait une valorisation de 290 à 290  à   300 millions d'euros pour 60 % de son capital. Les 40 % restants seront cédés dans les trois ans à venir.
C8 appartient à 100 % au groupe Canal+. Elle employait 91 personnes en 2023.

### Siège
Le siège et les deux studios de Direct 8 partagés à partir de 2010 avec Direct Star sont situés dans la tour Bolloré, au 31, quai De-Dion-Bouton, à Puteaux.
Avant 2013, le siège social de C8 se situait dans les locaux du groupe Canal+, au 1, place du Spectacle à Issy-les-Moulineaux. Depuis, il est fixé au 1, rue Les-Enfants-du-Paradis, à Boulogne-Billancourt.

### Résultats financiers
Depuis 2020, C8 n'a eu que des exercices déficitaires et cumulait fin 2023 près de 570 millions d'euros de dettes.
En 2023, C8 a réalisé un chiffre d'affaires d'environ 84 millions d'euros, en légère baisse par rapport à 2022.
| Année | Chiffre d'affaires | Résultat net |
| ----- | ------------------ | ------------ |
| 2023  | 84,23              | −48,46       |
| 2022  | 86,36              | −37,6        |
| 2021  | 95,78              | −47,39       |
| 2020  | 89,1               | −46,4        |

## Programmes
- Chez Jordan : émission d'interview, diffusée tous les jours de 9 h à 9 h 30[103]
- Gym Direct : émission de fitness, diffusée du lundi au vendredi de 6 h à 7 h
- Télé Achat : émission diffusée tous les jours de 7 h à 9 h
- William à midi ! : magazine diffusé du lundi au vendredi de 12 h 45 à 14 h 10
- Touche pas à mon poste ! : émission de divertissement diffusée du lundi au vendredi à 19 h 10
- Direct Auto : magazine automobile diffusé le samedi de 11 h à 12 h
- Les Animaux de la 8 : magazine animalier diffusé le dimanche à 11 h
- Y'a que la vérité qui compte : divertissement diffusé le jeudi à 21 h 15

### Journal télévisé
Le Nouveau Journal
- Le Nouveau journal[104] (2010–2011) est un journal télévisé qui invite des citoyens pour débattre en plateau. Présenté par Clélie Mathias et produit par Eric Randriana et Yoann Cambefort.

### Magazines
Magazines culturels et religieux
- Dieu Merci ! (2005–2012) : première émission religieuse sur les chaînes complémentaires de la TNT, est une émission proposée et présentée par Ariane d'Hautefort, Laure Degouy, Hadrien Lecoeur, Guillaume Zeller et Alexandre Meyer, traitant de l'actualité religieuse du moment avec différents invités d'un panel de religions diverses.
- Les Enfants d'Abraham : débat de société entre le rabbin Haïm Korsia, le père de la Morandais et l'islamologue Malek Chebel, émission présentée par Mikaël Guedj.
- Théâtre en direct : émission culturelle hebdomadaire diffusée le mercredi à 21h consacrée au théâtre. D'une durée de 2 heures, l'émission propose la retransmission en direct d'une pièce de théâtre suivie d'un débat à chaud, sur le thème du spectacle, avec divers invités : gens de théâtre, philosophes, personnalités politiques, etc. Présentée par Frédéric Almaviva.
- Tous les goûts sont dans la culture : émission culturelle hebdomadaire diffusée le samedi à 9 h, présentée par Damien Hammouchi.
- Voyage au bout de la nuit (2008–2012) : est, une émission nocturne, dans laquelle des comédiens lisent in extenso, dans les conditions du direct et face caméra, des classiques de la littérature (son titre est une référence au livre de Céline Voyage au bout de la nuit).

Magazines d'information
- 100 % immersion : Cécile de Ménibus est immergée au cœur d’un service à hauts risques et nous livre ses impressions à chaud, face aux différentes situations rencontrées comme les douanes, le Tour de France. Cette émission est diffusée à partir du 23 septembre 2010 et produite par Be Aware.
- Langue de bois s'abstenir : est une émission de débat hebdomadaire de 52 minutes présentée par Philippe Labro, qui traite de l'actualité avec quatre confrères journalistes[105] ; durant la saison 2009–2010, deux spectateurs du public présent interviennent brièvement.
- La Pause actu[106]: Magazine quotidien d'actualité diffusé à 12h20, présenté par Clélie Mathias et Emmanuel Pontneau, produit et préparé par Yoann Cambefort[107],[108]. Première version : Un tour d'horizon des infos dont on[Qui ?] parle peu dans les journaux mais beaucoup à l'étranger et sur le web… Le mag du jour, le buzz du jour, les infos insolites. Deuxième version : un JT où deux invités (Bruno Jeudy, Elizabeth Levy[108], Eric Naulleau, Michel Serres, Nicolas Beau, Guillaume Tabard, Benjamin Lancar, Guillaume Roquette, Edwy Plenel, Judith Weintraub...) débattent des différentes infos qui font l'actualité.
- Présumé Innocent : magazine présenté par Jean-Marc Morandini.
- Politiquement parlant : débat hebdomadaire face à une personnalité, présenté par Valérie Trierweiler et Mikaël Guedj.
- Quartier général : magazine présenté par Adrienne de Malleray.
- Touche pas ma planète[109] : magazine hebdomadaire d'actualité et de débats sur l'environnement présenté par Clélie Mathias.

Magazines de société
- 24h Buzz : émission sur l'actualité des célébrités et présentée par Laurent Artufel et Sandra Murugiah, qui remplace Caroline Ithurbide partie en congé maternité[110].
- À chacun son histoire : magazine présenté par Karine Ferri[111].
- Envie d'Agir : magazine présenté par Jaleh Bradea.
- Direct Poker : tournoi télévisé de poker hebdomadaire présenté par Alexandre Delpérier.
- Itinéraires : Valérie Trierweiler interview une personnalité du show business assise face à un écran géant, qui voit défiler en images les événements et les moments clés déterminants de sa vie.
- Le Mag de l'été : magazine présenté par Karine Ferri[112].
- Morandini ! : présentée par Jean-Marc Morandini, avec Cécile de Ménibus. Émission consacrée au monde des médias.

Magazines de sport
- Direct Auto : émission sur le thème de l'automobile, présentée par Grégory Galiffi. Une autre version un peu plus raccourcie est également diffusée : Direct Auto Express.
- Direct Sport : émission sur le thème du sport diffusée le samedi à 18 h 30 et présentée par Grégory Galiffi.

Magazines de vie
- Les Animaux de la 8 : émission animalière présentée par Élodie Ageron et Sandrine Arcizet.
- Gym Direct (2005–2012) : présentée par Sandrine Arcizet. Émission de fitness et de bien-être diffusée chaque jour à 6 h. Pendant une heure, Sandrine Arcizet vous propose une séance de sport à domicile. Est actuellement diffusée sur C8.

### Divertissement
- L'Amour au Menu : émission de dating présentée par Karine Ferri[113].
- L'École des stars : émission de télé-réalité.
- Jeux sans enjeu : jeu télévisé animé en alternance par Théo Phan, Emma Adiei et Pauline Lefèvre.
- Mode d'emploi : émission de relooking présentée par Caroline Ithurbide[114].
- Very Bad Blagues : divertissement quotidien par le Palmashow qui s'est notamment fait connaître sur internet. L'émission présente des séquences d'une moyenne de deux minutes où les deux comédiens, David Marsais et Grégoire Ludig présentent une situation de la vie de tous les jours selon différents angles mais toujours sur le même plan de la caméra. Cette émission n'est plus diffusée sur C8.
- Les Années Sébastien : émission de divertissement qui reprend le format du Plus Grand Cabaret du Monde.

### Anciennes émissions

#### Sport
Direct 8 s'investit également dans le sport et notamment dans le football, en ayant les droits de certains matchs des éliminatoires de l'Euro 2008, de la Coupe de l'UEFA et de la Ligue 1[source secondaire souhaitée]. La chaîne a commencé à diffuser certains matchs du tour préliminaire de Ligue des Champions en août 2007 suivis par ceux de la Coupe UEFA dès le mois de septembre 2007, ceux des éliminatoires de l'Euro 2008 (exemple : Angleterre-Israël) ainsi que des éliminatoires de la Coupe du monde 2010 mais pour la zone Amérique du Sud (Brésil-Chili par exemple…), la Ligue 1 depuis janvier 2008[source secondaire souhaitée].
La chaîne a acquis également les droits de diffusion de certains tournois de tennis, de rugby, de cyclisme (les 4 jours de Dunkerque), de Beach Volley, de Golf, de Polo, de Motocross, de sports automobiles (WRC et Superleague Formula puis entre 2009 et 2012 qui co-diffuse avec TF1 et Sport+ le grand-prix de Monaco de Formule 1)…[source secondaire souhaitée] Elle diffuse aussi des réunions de boxe[source secondaire souhaitée].
Direct 8 a également acquis les droits de diffusion de l'équipe de France espoir et de l'équipe de France féminine. En 2010, Direct 8 revend le Championnat de football national dont elle détient les droits de diffusion à France 3 et Eurosport, avançant « un football trop local pour la chaîne ».
Elle acquiert aussi les Championnats d'athlétisme en salle de mars 2010[source secondaire souhaitée].
Direct 8 diffuse les matchs de l'Équipe de France de Rugby à XIII, notamment ceux de la Coupe d'Europe 2010[réf. souhaitée].
Grâce au portefeuille de droits sportifs de Canal+, la chaîne diffuse occasionnellement des matchs de rugby à XV, comme la finale de Pro D2 en 2021 et 2023, ou des rencontres de fin de saison de Top 14 (Stade toulousain - CA Brive en 2023 puis Lyon OU - Stade toulousain 2024),.

## Animateurs et chroniqueurs
- Philippe Labro (2005–2025)
- Caroline Ithurbide (2005–2025)
- Sandrine Arcizet (2005–2025)
- Grégory Galiffi (2005–2025)
- Clélie Mathias (2005–2013)
- Mikaël Guedj (2005–2012)
- Valérie Trierweiler (2005–2011)
- Laurie Cholewa (2005–2025)
- François Busnel (2005–2008)
- Adrienne de Malleray (2005–2017)
- Cyril Hanouna (2006–2025)
- Jean-Marc Morandini (2006–2012)
- Patrice Laffont (2007–2020)
- Valérie Bénaïm (2008–2025)
- Alexandre Delpérier (2008–2016)
- Laurent Artufel (2009–2011)
- Cécile de Ménibus (2009–2024)
- Bertrand Chameroy (2009–2018)
- Évelyne Thomas (2009–2023)
- Bruno Roblès (2009)
- Karine Ferri (2010–2012)
- Élisabeth Bost (2010–2017)
- Valérie Bègue (2010–2012)
- Élé Asu (2012–2016)
- Laurence Ferrari (2012–2017)
- Audrey Pulvar (2012–2015)
- Hapsatou Sy (2012–2021)
- Énora Malagré (2012–2020)
- Jean-Luc Lemoine (2012-2018)
- Camille Combal (2012–2018)
- Daphné Roulier (2012–2013)
- Guy Lagache (2012–2017)
- Isabelle Morini-Bosc (2013–2025)
- Ariane Massenet (2013–2014)
- Justine Fraioli (2013–2018)
- Bernard Montiel (2013–2025)
- Julien Courbet (2014–2018)
- Matthieu Delormeau (2015–2023)
- Estelle Denis (2015–2017)
- Benjamin Castaldi (2015–2023)
- Daphné Bürki (2016–2017)
- Victor Robert (2016–2017)
- Émilie Besse (2016–2018)
- Capucine Anav (2016–2018)
- Sébastien Cauet (de 2016 à 2017 et en 2023)
- Thierry Ardisson (2016–2019)
- Agathe Auproux (2017–2022)
- William Leymergie (2017–2025)
- Vincent Lagaf' (2018–2019)
- Delphine Wespiser (2018–2023)
- Carole Rousseau (2018–2021)
- Éric Naulleau (2018–2025)
- Patrick Sabatier (2019)
- Stéphane Thebaut (2021–2025)
- Patrick Sébastien (2021–2023)
- Christophe Dechavanne (2021)
- Jordan De Luxe (2022–2025)
- Pascal Bataille et Laurent Fontaine (2022–2025)[119]
- Alessandra Martines (2022–2025)
- Pascale de La Tour du Pin (2023–2025)
- Rebecca Hampton (2023–2025)
- Bertrand Deckers (2024–2025)
- Isabelle Morizet (2024–2025)
- Xenia Fedorova (2025)

## Audiences

### Audiences globales
D'après Médiamétrie, C8 est en 2021 la neuvième chaîne la plus regardée en France derrière TF1, France 2, France 3, M6, France 5, TMC, Arte et BFM TV.

### Direct 8 de 2009 à 2012
|      | Janvier | Février | Mars   | Avril | Mai   | Juin   | Juillet | Août  | Septembre | Octobre | Novembre | Décembre | Moyenne annuelle |
| ---- | ------- | ------- | ------ | ----- | ----- | ------ | ------- | ----- | --------- | ------- | -------- | -------- | ---------------- |
| 2007 |         |         |        |       | 0,2 % |        | 0,2 %   | 0,5 % |           | 0,3 %   | 0,4 %    | 0.5%     | 0,2 %            |
| 2008 | 0,5 %   |         | 0,7 %  | 0.5%  | 0,7 % | 0,6 %  | 0,7 %   | 0,7 % | 0,8%      | 0,8%    | 0,9 %    | 1 %      | 0,7 %            |
| 2009 | 1,1 %   | 1,1 %   | 1,4 %  | 1,2 % | 1,4 % | 1,3 %  | 1,4 %   | 1,4 % | 1,4 %     | 1,4 %   | 1,6 %    | 1,9 %    | 1,4 %            |
| 2010 | 1,8 %   | 1,7 %   | 1,8 %  | 1,9 % | 2 %   | 1,8 %  | 2 %     | 2 %   | 2,1 %     | 1,9 %   | 2,2 %    | 2,3 %    | 2 %              |
| 2011 | 2,4 %   | 2,3 %   | 2,5 %* | 2,3 % | 2,4 % | 2,5 %* | 2,4 %   | 2,4 % | 2,4 %     | 2,2 %   | 2,2 %    | 2.3 %    | 2.3%             |
| 2012 | 2,2 %   | 2,1 %   | 2,2 %  | 2,1 % | 2 %   | 2,3 %  | 2,2 %   | 2,1 % | 2,1 %     | D8      | D8       | D8       | 2,2 %            |

Source : Médiamétrie

### D8 de 2012 à 2016
|      | Janvier  | Février  | Mars     | Avril    | Mai      | Juin     | Juillet  | Août     | Septembre | Octobre | Novembre | Décembre | Moyenne annuelle |
| ---- | -------- | -------- | -------- | -------- | -------- | -------- | -------- | -------- | --------- | ------- | -------- | -------- | ---------------- |
| 2012 | Direct 8 | Direct 8 | Direct 8 | Direct 8 | Direct 8 | Direct 8 | Direct 8 | Direct 8 | Direct 8  | 2,3 %   | 2,5 %    | 3,0 %    | 2,7 %            |
| 2013 | 2,9 %    | 3,2 %    | 3,2 %    | 3,2 %    | 3,4 %    | 3,4 %    | 3,1 %    | 2,9 %    | 3,2 %     | 3,2 %   | 3,5 %    | 3,4 %    | 3,2 %            |
| 2014 | 3,2 %    | 3,1 %    | 3,3 %    | 3,5 %    | 3,4 %    | 3,5 %    | 2,9 %    | 2,8 %    | 3,5 %     | 3,5 %   | 3,6 %    | 3,3 %    | 3,3 %            |
| 2015 | 3,3 %    | 3,5 %    | 3,5 %    | 3,5 %    | 3,6 %    | 3,7 %    | 3,1 %    | 3,2 %    | 3,4 %     | 3,6 %   | 3,5 %    | 3,5 %    | 3,5 %*           |
| 2016 | 3,7 %    | 3,7 %    | 3,7 %    | 3,7 %    | 3,8 %*   | 3,4 %    | 2,8 %    | 2,7 %    | C8        | C8      | C8       | C8       | 3,4 %            |

Source : Médiamétrie[réf. nécessaire]

### C8 de 2016 à 2025
|      | Janvier | Février | Mars   | Avril  | Mai    | Juin   | Juillet | Août   | Septembre | Octobre | Novembre | Décembre | Moyenne annuelle |
| ---- | ------- | ------- | ------ | ------ | ------ | ------ | ------- | ------ | --------- | ------- | -------- | -------- | ---------------- |
| 2016 | D8      | D8      | D8     | D8     | D8     | D8     | D8      | D8     | 3,3 %     | 3,6 %   | 3,4 %    | 3,0 %    | 3,4 %            |
| 2017 | 3,8 %*  | 3,7 %   | 3,7 %  | 3,5 %  | 3,4 %  | 3,5 %  | 2,6 %   | 2,7 %  | 3,2 %     | 3,2 %   | 3,1 %    | 3,0 %    | 3,3 %            |
| 2018 | 3,0 %   | 3,1 %   | 3,3 %  | 3,2 %  | 3,3 %  | 3,0 %  | 2,3 %,  | 2,3 %, | 2,9 %,    | 2,9 %,  | 3,0 %    | 2,9 %    | 3,0 %            |
| 2019 | 2,9 %   | 3,0 %   | 3,1 %  | 3,1 %  | 3,0 %  | 2,9 %  | 2,1 %   | 2,5 %  | 2,9 %     | 2,9 %   | 2,9 %    | 2,8 %    | 2,9 %            |
| 2020 | 2,9 %   | 2,8 %   | 2,7 %  | 2,4 %, | 2,4 %, | 2,4 %, | 2,6 %   | 2,5 %  | 2,4 %     | 2,5 %   | 2,7 %,   | 2,7 %,   | 2,6 %**          |
| 2021 | 2,7 %,  | 2,7 %,  | 2,7 %, | 2,5 %, | 2,5 %, | 2,3 %  | 2,1 %,  | 2,1 %, | 2,7 %     | 2,8 %,  | 2,8 %,   | 2,7 %    | 2,6 %**          |
| 2022 | 2,9 %   | 2,8 %   | 2,7 %  | 2,6 %  | 2,8 %  | 2,7 %  | 2,0 %   | 2,3 %  | 3,2 %     | 3,3 %   | 3,1 %    | 2,7 %    | 2,8 %            |
| 2023 | 3,4 %   | 3,3 %,  | 3,3 %, | 3,1 %  | 3,2 %  | 3,0 %  | 2,3 %   | 2,6 %  | 3,2 %,    | 3,2 %,  | 3,1%     | 3,2 %    | 3,1 %            |
| 2024 | 2,8 %   | 3,2 %   | 3,3 %, | 3,3 %, | 3,1 %  | 2,8 %  | 1,9 %** | 2,1 %  | 3,3 %     | 3,5 %   | 3,6 %    | 3,1 %    | 3,0 %            |
| 2025 | 3,1 %   | 3,3 %   |        |        |        |        |         |        |           |         |          |          | 3,2 %            |

Source : Médiamétrie[réf. nécessaire]
Légende :
- * : maximum historique.
- ** : minimum historique.
- Meilleur score mensuel de l'année.
- Moins bon score mensuel de l'année.

### Records d'audience
Le 16 décembre 2012, D8 réalise sa deuxième meilleure audience historique depuis son lancement avec la rediffusion en soirée du film Le Tatoué (1968), avec Jean Gabin et Louis de Funès dans les rôles principaux. Le film a attiré en moyenne 1,22 million de téléspectateurs.
D8 bat son record historique le 11 octobre 2015, en diffusant le premier volet de la saga Hunger Games. Elle réalise un score de 2 935 000 téléspectateurs, soit 12,7 % de PdA, se classant derrière TF1 et France 3 pour cette soirée marquant un record d'audience pour un film sur les chaînes complémentaires de la TNT.
Le 28 mai 2016, D8 bat le record historique des chaînes complémentaires de la TNT jusqu'alors détenu par W9 (4 124 000 téléspectateurs) avec la finale de la Ligue des Champions de l'UEFA 2015–2016, suivie par 4 232 000 téléspectateurs (21,1 % du public), avec un pic à 5 millions de téléspectateurs pendant les tirs au but. La chaîne se classe alors 1re chaîne de France, battant toutes les chaînes historiques.
| Date             | Genre          | Programme                                                                                | Téléspectateurs | PDM    |
| ---------------- | -------------- | ---------------------------------------------------------------------------------------- | --------------- | ------ |
| 28 mai 2016      | Sport          | Football : finale de la Ligue des champions de l'UEFA (Real Madrid – Atlético de Madrid) | 4 232 000       | 21,1 % |
| 3 juin 2017      | Sport          | Football : finale de la Ligue des champions de l'UEFA (Real Madrid – Juventus FC)        | 3 763 000       | 17,4 % |
| 26 mai 2018      | Sport          | Football : finale de la Ligue des champions de l'UEFA (Real Madrid – Liverpool FC)       | 3 755 000       | 18,6 % |
| 27 février 2025  | Divertissement | Touche pas à mon poste : Toute la vérité                                                 | 3 340 000       | 17,1 % |
| 11 octobre 2015  | Film           | Hunger Games                                                                             | 2 935 000       | 12,7 % |
| 16 décembre 2021 | Débat/Magazine | Face à Baba avec Éric Zemmour                                                            | 2 212 000       | 10,5 % |
| 11 mai 2020      | Film           | La Famille Bélier                                                                        | 2 200 000       | 9,1 %  |
| 21 avril 2016    | Divertissement | TPMP - Spécial Las Vegas                                                                 | 2 030 000       | 9,7 %  |
| 3 janvier 2022   | Divertissement | Touche pas à mon poste !                                                                 | 2 017 000       | 8,8 %  |
| 11 février 2013  | Film           | Seven                                                                                    | 1 996 000       | 7,9 %  |
| 29 février 2016  | Divertissement | Touche pas à mon poste !                                                                 | 1 975 000       | 8,1 %  |
| 15 janvier 2013  | Télé-crochet   | Nouvelle Star                                                                            | 1 940 000       | 8,3 %  |
| 8 mars 2021      | Divertissement | Touche pas à mon poste !                                                                 | 1 928 000       | 7,5 %  |
| 11 décembre 2015 | Spectacle      | Les Chevaliers du fiel : un Noël d'enfer                                                 | 1 871 000       | 7,8 %  |
| 20 novembre 2018 | Divertissement | Touche pas à mon poste !                                                                 | 1 860 000       | 7,4 %  |

## Controverses

### Liens France Afrique
En 2006, Direct 8 lance une émission mensuelle intitulée « Paroles d'Afrique » présentée par l'ancien ministre de la Coopération Michel Roussin. Celle-ci se fait le relais des dirigeants africains proches de Vincent Bolloré. « On chante par exemple, relève le Monde diplomatique, les louanges d'un livre "très intéressant" du président sénégalais Abdoulaye Wade. On écoute religieusement le président gabonais Omar Bongo. On invite l’ambassadeur de la République du Congo à Paris, intime de M. Denis Sassou-Nguesso ; ou le patron du syndicat patronal camerounais, par ailleurs soutien politique du président Paul Biya. Sans oublier de diffuser des reportages colorés sur les ports de Douala ou de Pointe-Noire ; sur le transport maritime au Sénégal ou ferroviaire à Madagascar »,.

### Film anti-avortement
En août 2021, une polémique a lieu après la décision de la chaîne de diffuser le film américain Unplanned, réalisé par un studio chrétien évangélique ouvertement anti-IVG. Une pétition demandant au CSA de forcer C8 à mettre en place « une contextualisation de ce programme » est lancée et recueille plus de 18 000 signatures. L'organisme réagit en rappelant que « les chaînes déterminent librement le choix de leurs programmes » et que « [le CSA] n’intervient pas dans la programmation des chaînes ». Finalement, C8 diffuse le film en affichant le message d'avertissement : « En France, toute femme a le droit de disposer de son corps comme elle l'entend. Ce droit est garanti par la loi. Ce récit qui n'engage que son auteur ne signifie pas remettre en question ce droit mais d'en mesurer l'importance. » Toutefois, le film n'attire que 304 000 spectateurs, soit 1,5 % de part d'audience et entraîne de nombreuses réactions négatives sur les réseaux sociaux ainsi que des plaintes au CSA. Marlène Schiappa déclare sur Twitter « Accéder à l’IVG est un droit en France, nos aînées se sont battues pour l’obtenir, nous nous battons pour le garantir ! ». Élisabeth Moreno, ministre de l'égalité entre les femmes et les hommes et Sandrine Rousseau condamnent également la diffusion du film. La chaîne diffuse une nouvelle fois le film durant la soirée du 28 février 2025, sans prévention préalable de sa diffusion, en tant que dernière émission avant sa cessation d'émettre.

## Diffusion

### Hertzien numérique

#### En France
Depuis son lancement, le 31 mars 2005, la chaîne C8 a été diffusée en numérique et en clair, dans la bande des ultra hautes fréquences au standard DVB-T MPEG-4 (HDTV) sur le multiplex R2 de la TNT par les opérateurs TDF et Towercast jusqu'à son arrêt définitif, le 28 février 2025.
La chaîne C8 n'est plus retransmise sur la TNT en France depuis le 1er mars 2025. Cet arrêt définitif fait suite à la décision de l'ARCOM de non renouvellement de leur autorisation d'émettre sur la TNT nationale. Cette décision est prise suite au trop grand nombre de rappels à l'ordre adressés par l'autorité de régulation audiovisuelle à la chaine. Cette décision a engendré des critiques de certaines personnalités publiques ou politiques, soutenant son producteur-présentateur Cyril Hanouna. Le Conseil d'Etat a cependant confirmé la décision de l'ARCOM.

#### En Andorre
C8 est diffusée en clair au standard PAL MPEG-2 (SDTV) sur le multiplex du canal UHF 25 de la Télévision numérique terrestre (TDT) de la Principauté d'Andorre par Andorra Telecom.

### Câble
- Numericable
- MC Cable (Monaco)
- Voo (Belgique) : canal 18
- Proximus Pickx (Belgique) : canal 26
- UPC Suisse (Suisse) : canal 21
- SFR Réunion : canal 58
- Nordnet
- Citycable (Suisse) : canal 18

### Satellite
- Canal+ : canal 88
- Canal+ Caraïbes : canal 54
- Canal+ Calédonie : canal 41
- Canal+ Afrique : canal 38
- Canalsat Réunion : canal 34
- Bis Télévisions (Hot Bird)
- La TV d'Orange
- La TV d'Orange Caraïbe
- Fransat
- TéléSAT
- TNT Sat

### Télévision sur IP
- Tous les réseaux IPTV : canal 8.

## Archives
C8 fait partie des treize chaînes de la TNT collectées au titre du dépôt légal depuis 2005/2006 par l'INA ; les recherches documentaires s'effectuent à partir du catalogue de l'Inathèque (locaux et salle de consultation dans la salle P du bâtiment de la Bibliothèque nationale de France, Paris XIIIe).